# Santiago Miahuatlán
Santiago Miahuatlán (del náhuatl: Miahuatl espiga de maíz, y; tlán lugar, Entre espigas de maíz.) es una localidad mexicana, cabecera municipal de Santiago Miahuatlán, uno de los 217 municipios del estado de Puebla.

## Demografía
Según el II Conteo de Población y Vivienda que llevó a cabo el Instituto Nacional de Estadística y Geografía (INEGI) en 2005, la población de Santiago Miahuatlán tenía hasta entonces un total de 12.765 habitantes. De dicha cifra, 6.089 eran hombres y 6.676 mujeres.
El municipio pertenece a dos regiones morfológicas: Al poniente a partir de la cota 2000, forma parte de la Sierra de Zapotitlán; y hacia el oriente, del Valle de Tehuacán.
Se ubica en el costado nor-oriental del valle, y su territorio marca un declive este-oeste en las zonas montañosas, descendiendo de más de 2,700 metros sobre el nivel del mar a menos de 2,000. Al poniente, se precia un relieve plano, con un ligero declive norte-sur.

## Reseña Histórica
Existieron grupos popolocas, mazatecos, y mixtecos en el siglo XV. Fueron sometidos a Xelhua y después por los aztecas.
Fue encomienda en la época Colonial.
kiosko y plaza principal de santiago miahuatlán, pue.
Cuando perteneció al antiguo distrito de Tehuacán se erigió en municipio libre en el año de 1895.

## Tradiciones
La comunidad de Santiago Miahuatlán es conocida principalmente por su tradicional fiesta en honor a su santo patrono "Santiago Apóstol" que se celebra el 25 de julio con rezos, procesiones, fuegos artificiales, llegada de juegos mecánicos, puestos de comida y juegos; en la cual se ofrece una porción de su cosecha al santo, para que en el nuevo año las siembras se den. Y en el primer domingo del mes de agosto se celebra la feria anual del pueblo con mayor concurrencia de personas, provenientes de la capital de la república, del estado de Veracruz, Oaxaca y del interior del estado de Puebla debido a la población del mismo municipio que emigró a otros estados del país en busca de oportunidades de trabajo. 
La comida típica es el mole miahuateco de guajolote (la diferencia en particular que tiene éste mole con el mole poblano y demás similares, es el "chile miahuateco", ya que el chile poblano es dulce y el que es originario de la región miahuateca (Santiago Miahuatlán, Cuayucatepec y Tepanco de López) es picoso y dulce, éste le da un toque en particular agridulce, en el cual es un poco picante pero a las vez dulce, además está compuesto el mole por  cacao, chocolate de tablilla, chiles ancho o también llamado chile poblano, chiles pasilla, almendras, plátano macho, nueces, pasas, ajonjolí, clavo, canela, pimienta, cebolla, ajo, cocoles (pan elaborado por los panaderos de la comunidad siendo los más buscados los de la familia González y del señor Andrés) o galletas de animalito y guajolote pero asimismo puede acompañar con pollo), molepipián, tamales, tlaxcales, totopos, chileatole, mole de "caderas" o espinazo y barbacoa de oyó. La danza típica es "Tetuanís" y "Doce pares de Francia"

## Clima
Se pueden identificar dos climas del grupo de los secos: clima semiseco-cálido con lluvias en verano y escasas a lo largo del año. Se presenta al poniente, en la zona perteneciente al Valle de Tehuacán. clima semiseco templado con lluvias en verano. Es el clima que se presenta en las estribaciones occidentales de la Sierra de Zongolica. Se localiza en un área reducida al extremo occidental. clima seco semicálido con lluvias en verano y escasas a lo largo del año. Se presentan las primeras estribaciones de la Sierra de Zapotitlán al poniente.

## Principal ecosistemas
Presenta en lo que corresponde a las estribaciones occidentales de la Sierra de Zongolica chaparrales asociados a vegetación secundaria, árboles y matorral desértico rosetófilo asociado a matorral subinerme, al sur y oriente.
El resto del municipio, en las áreas más elevadas de la Sierra de Zongolica, debe haber estado cubierto de bosques de pino y encino; éstas asociaciones boscosas han comenzado a ser destruidas para abrir nuevas tierras de cultivo.

## Características y Uso de suelo
Se identifican 5 grupos de suelos:
Litosol: se presenta en las áreas montañosas de la Sierra de Zongolica, al oriente, así como en los lomeríos del noroeste; es el suelo predominante. 
Vertisol: se presenta en la zona del Valle de Tehuacán, al poniente. 
Feozem: ocupa el centro y norte del municipio. 
Rendzina: ocupa una área muy reducida al noroeste; presenta fase petrocálcica (caliche endurecido a menos de 50 centímetros de profundidad). 
Regosol: se localizan en 4 grandes zonas dispersas por el municipio; comprende áreas planas del Valle de Tehuacán. Presenta fase lítica (roca a menos de 50 centímetros de profundidad).